# Abbots Pond
Ne doit pas être confondu avec Abbot Pond.
Abbots Pond est une communauté située dans la province canadienne de Terre-Neuve-et-Labrador.